# Liu Yuqi
Liu Yuqi (ur. 2006) – chińska zapaśniczka walcząca w stylu wolnym. 
Srebrna medalistka mistrzostw Azji w 2025. Wicemistrzyni świata juniorów w 2024, a także Azji U-23 w 2025 roku.